# Niccolò d'Aragona
Niccolò d'Aragona (... – luglio 1586) è stato un vescovo cattolico italiano.

## Biografia
È riportato anche come Niccolò Aragonio.
Risulta essere stato canonico di San Pietro in Vaticano, vice-legato del Piceno, nel 1577 fu governatore di Camerino, mentre il 3 ottobre 1578 papa Gregorio XIII lo nominò vescovo di Ripatransone. Ricevette la consacrazione episcopale nella cattedrale di Jesi nel novembre successivo dalle mani del vescovo Gabriele del Monte, vescovo di Jesi, co-consacranti i vescovi Cornelio Firmano, vescovo di Osimo, e Francesco Maria Enrici, vescovo di Senigallia. In seguito divenne anche Governatore generale della Marca.
Il 3 agosto 1579 lo stesso papa lo trasferì alla sede di Ascoli Piceno, dove presumibilmente si occupò dell'attuazione dei decreti del Concilio di Trento.
Morì nel luglio 1586.

## Genealogia episcopale
La genealogia episcopale è:
- Vescovo Gabriele del Monte
- Vescovo Niccolò d'Aragona